# Duola

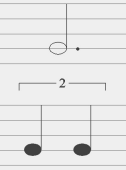

Duola – nieregularne rozwinięcie rytmiczne, w którym figura rytmiczna składa się z dwóch zamiast trzech równych części (nut tej samej wartości czasowej). W notacji duola zwykle oznaczana jest cyfrą 2 i łukiem.